# رسائل من رجل ميت (مسلسل)
رسائل من رجل ميت مسلسل عراقي، من إخراج الممثل والمخرج العراقي حسن حسني، وتأليف حامد المالكي.

## الممثلون
- حسين عجاج.
- فلاح هاشم.
- كامل إبراهيم.
- قصي البصري.
- سعيد صديق.
- صبا إبراهيم.
- جلال العشري.
- أشرف صالح.
- ابتسام فريد.
- سليمة خضير.
- رامز الأسود.
- كريم محسن.
- عبد الرحمن أبو القاسم.
- نسرين عبد الرحمن.
- هند طالب.
- سمر سامي.
- فوزية حسن.
- طه علوان.
- سعيد الصالح.
- محسن العزاوي.
- هبة نور.
- جهاد عبدو (أو جاي عبدو).
- سوزان سكاف.
- لورا أبو أسعد.
- طلال هادي.
- سيد الطيب.
- إيهاب صبحي.
- سلوى عزب.[1]